# Фінал кубка Англії з футболу 1992
Фінал кубка Англії з футболу 1992 — 111-й фінал найстарішого футбольного кубка у світі. У матчі зіграли «Ліверпуль» і «Сандерленд». Гра завершилася з рахунком 2:0 на користь ліверпульців.
«Сандерленд», що представляв Другий дивізіон Футбольної ліги, був першим представником другої англійської ліги у фіналі національного Кубка за попередні десять років. Команда цього клубу також стала останнім фіналістом Кубка Англії, у складі якої на поле виходили лише гравці, народжені на Британських островах.

## Шлях до фіналу
| «Ліверпуль»       | «Ліверпуль»    | «Ліверпуль»                             | Раунд           | «Сандерленд»       | «Сандерленд» | «Сандерленд»                            |
| ----------------- | -------------- | --------------------------------------- | --------------- | ------------------ | ------------ | --------------------------------------- |
| Суперник          | Результат      | Матчі                                   |                 | Суперник           | Результат    | Матчі                                   |
| «Кру Александра»  | 4-0            | 4-0 на виїзді                           | Третій раунд    | «Порт Вейл»        | 3-0          | 3-0 вдома                               |
| «Бристоль Роверз» | 3–2            | 1–1 на виїзді, 2–1 вдома (перегравання) | Четвертий раунд | «Оксфорд Юнайтед»  | 3–2          | 3–2 на виїзді                           |
| «Іпсвіч Таун»     | 3–2            | 0-0 на виїзді, 3–2 вдома (перегравання) | П'ятий раунд    | «Вест Гем Юнайтед» | 4–3          | 1–1 вдома, 3-2 на виїзді (перегравання) |
| «Астон Вілла»     | 1–0            | 1-0 вдома                               | Шостий раунд    | «Челсі»            | 3–2          | 1–1 на виїзді, 2-1 вдома (перегравання) |
| «Портсмут»        | 1–1 3—2 (п.п.) | 1–1 вдома, 0-0 на виїзді (перегравання) | 1/2 фіналу      | «Норвіч Сіті»      | 1–0          | 1–0 на виїзді                           |

## Матч
| 9 травня 1992 15:00 BST |

| «Ліверпуль»       | 2–0      | «Сандерленд» |
| ----------------- | -------- | ------------ |
| Томас 47' Раш 68' | Протокол |              |

| Вемблі, Лондон Глядачів: 79 544 Арбітр: Філіп Дон |

| «Ліверпуль» | «Сандерленд» |

| ВР                             | 1  | Брюс Гроббелар  |
| ПЗ                             | 2  | Джонс           |
| ЛЗ                             | 3  | Девід Берроуз   |
| ЦЗ                             | 4  | Стів Нікол      |
| ЦПЗ                            | 5  | Ян Мелбю        |
| ЦЗ                             | 6  | Марк Райт (к)   |
| НП                             | 7  | Дін Сондерс     |
| ППЗ                            | 8  | Рей Гафтон      |
| НП                             | 9  | Іан Раш         |
| ЛПЗ                            | 10 | Стів Макманаман |
| ЦПЗ                            | 11 | Майкл Томас     |
| Запасні:                       |    |                 |
| ПЗ                             | 12 | Майк Марш       |
| ПЗ                             | 14 | Марк Волтерс    |
| Головний тренер:               |    |                 |
| Грем Сунес Ронні Морен (в. о.) |    |                 |

| ВР               | 1  | Тоні Норман       |  |     |
| ПЗ               | 2  | Гарі Оверс        |  |     |
| ЦЗ               | 3  | Кевін Болл        |  |     |
| ЦЗ               | 4  | Гарі Беннет       |  |     |
| ЛЗ               | 5  | Ентон Роган       |  |     |
| ЛПЗ              | 6  | Девід Раш         |  | 69' |
| ЦПЗ              | 7  | Пол Брейсвелл (к) |  |     |
| НП               | 8  | Пітер Дайвенпорт  |  |     |
| ЦПЗ              | 9  | Гордон Армстронг  |  | 77' |
| НП               | 10 | Джон Бірн         |  |     |
| ППЗ              | 11 | Браян Аткінсон    |  |     |
| Запасні:         |    |                   |  |     |
| ЗХ               | 12 | Пол Гардімен      |  | 69' |
| НП               | 14 | Воррен Гоук       |  | 77' |
| Головний тренер: |    |                   |  |     |
| Малкольм Кросбі  |    |                   |  |     |